# Egon Plümer
Egon Plümer (* 15. Oktober 1940 in Essen; † 10. Dezember 2021) war als deutscher Politiker der CDU von 1977 bis zum 28. September 1988 Landrat des rheinland-pfälzischen Landkreises Ahrweiler.

## Leben und Beruf
Nach dem Besuch eines neusprachlichen Gymnasiums studierte Egon Plümer von 1961 bis 1965 Rechtswissenschaften und Betriebswirtschaftslehre an der Universität Würzburg und an der Freien Universität Berlin. Nach dem ersten juristischen Staatsexamen im Jahre 1965 war er als wissenschaftliche Hilfskraft am Institut für Verwaltungsrecht und Arbeitsrecht der Universität Würzburg tätig. Nach dem Referendariat folgte 1968 die Promotion mit einer Dissertation mit dem Titel „Verfassungsrechtliche Grundlagen und Rechtsnatur der Privatschulverhältnisse“. 1970 legte die zweite juristische Staatsprüfung ab. Anschließend wurde Egon Plümer Regierungsassessor im rheinland-pfälzischen Kultusministerium. Im Jahre 1973 übernahm er die Leitung des Ministerbüros und war bis 1976 persönlicher Referent des Kultusministers. Danach wechselte Egon Plümer in die Mainzer Staatskanzlei, wo er als Referent in der Abteilung Gesetzgebung und Verwaltung tätig war. Mehrere Jahre lang war Egon Plümer auch als Verbandsgemeinderat aktiv in der Kommunalpolitik tätig.
Nach viermonatiger kommissarischer Tätigkeit als Landrat wurde Egon Plümer in der Kreistagssitzung vom 7. Juli 1977 endgültig zum Landrat des Kreises Ahrweiler gewählt. Egon Plümer führte während seiner Zeit als Landrat im Kreis Ahrweiler eine eigene Kreisfahne und ein dazugehöriges Kreiswappen ein. Er engagierte sich während seiner Amtszeit sehr stark für die Umgestaltung des Nürburgrings.
Von 1988 bis 2005 arbeitete er als Vorstandsmitglied für den GVV (Gemeindeversicherungsverband GVV Kommunalversicherung VVaG) in Köln und wurde dort 1994 zum Vorstandsvorsitzenden ernannt.

## Werke
- Verfassungsrechtliche Grundlagen und Rechtsnatur der Privatschulverhältnisse. Universität Würzburg, Würzburg 1968. (Dissertation)